# Miłość z listy przebojów
Miłość z listy przebojów – polski film obyczajowy i musical z 1984 roku.

## Obsada
- Adrianna Biedrzyńska – Eliza
- Tomasz Dedek – Piotr Ujma, chłopak Elizy
- John Porter – Julien Crabs, syn Lucyny
- Marzena Trybała – Aśka, kochanka Jula, szefowa „teatrzyku”
- Danuta Kisiel – Lucyna Drożdż-Crabs, była gwiazda „teatrzyku”
- Marian Kociniak – Jul, ojciec Elizy
- Mariusz Dmochowski – Stefan Ujma, ojciec Piotra, członek „teatrzyku”
- Zofia Saretok – Beta, żona Ujmy, matka Piotra, była gwiazda „teatrzyku”
- Tadeusz Łomnicki – profesor, członek „teatrzyku”
- Jan Kobuszewski – Gustaw, partner Bety
- Krzysztof Kowalewski – „Karus”, członek „teatrzyku”
- Ryszard Pracz – Wilek, członek „teatrzyku”
- Ewa Telega – Jola
- Olga Sawicka – Beata
- Krzysztof Jaryczewski – członek „Oddziału Zamkniętego”
- Marcin Ciempiel – członek „Oddziału Zamkniętego”
- Wojciech Łuczaj Pogorzelski – członek „Oddziału Zamkniętego”
- Michał Coganianu – członek „Oddziału Zamkniętego”
- Krzysztof Zawadka – członek „Oddziału Zamkniętego”
- Alina Janowska – członek „teatrzyku”
- Kazimiera Utrata – członek „teatrzyku”
- Jan Tadeusz Stanisławski – członek „teatrzyku”
- Hanna Sułkowska – członek „teatrzyku”
- Marian Łęcki – członek „teatrzyku”
- Stanisław Mireński – członek „teatrzyku”
- Robert Rogalski – Kędzior, członek „teatrzyku”
- Lech Ordon – leśniczy
- Kazimierz Meres
- Andrzej Prus

## Obsada muzyczna
- Martyna Jakubowicz
- Krystyna Prońko
- Jolanta Kubicka
- Iwona Trzaskowska
- Grzegorz Markowski
- Andrzej Zaucha
- Krzysztof Stelmaszyk

## Fabuła
Eliza i Piotr są parą. Ale ona odchodzi od niego, ponieważ oburza ją korzystanie z przywilejów jego ojca. Jej ojciec, Jul jest rzeźbiarzem, który robi nagrobki. Jego dawna przyjaciółka Lucyna, która mieszka w Kanadzie, zamawia u niego pomnik jej rodziców i przyjeżdża do kraju. Z tej okazji Jul zwołuje „zjazd weteranów”, którzy wcześniej pracowali w teatrzyku. Lucyna przybywa razem z synem Julienem.